# William Herschel-teleskopet
William Herschel-teleskopet (WHT), eller Telescopio William Herschel, är ett 4,20 meter optiskt/nära-infrarött reflekterande teleskop beläget vid Observatorio del Roque de los Muchachos på ön La Palma på Kanarieöarna, Spanien.